# Hartmut Cyriacks
Hartmut Diedrich Johann Cyriacks (* 28. Juli 1955 in Achim; † 17. November 2022 in Hamburg) war ein deutscher Dramaturg, Übersetzer und Journalist.

## Leben
Hartmut Cyriacks studierte in Braunschweig Germanistik und Geschichte. Nach seiner Zeit als Lehramtsreferendar in Hamburg arbeitete er von 1985 bis 1994 als Dramaturg am dortigen Ohnsorg-Theater, bis er vom damaligen Intendanten Thomas Bayer entlassen wurde. Gemeinsam mit Peter Nissen betrieb er ab 1994 eine Textmanufaktur für Theater-, Hörfunk- und Fernseharbeiten sowie Übersetzungen. Beide veröffentlichten außerdem Anthologien plattdeutscher Texte zu verschiedenen Themen. Ebenfalls 1994 hoben er und Nissen die plattdeutschen Nachrichten auf NDR 90,3 (damals noch NDR Hamburg-Welle 90,3) aus der Taufe und waren selber bis 2012 als Sprecher tätig.
Zu den Arbeiten Cyriacks (in der Regel gemeinsam mit Nissen) gehören nicht nur Übersetzungen von Theaterstücken, sondern auch Bücher, wie z. B. zwei Romane um Harry Potter und mehrere Asterix-Bände. Zusammen mit Nissen war er Autor plattdeutscher Wörterbücher und schrieb für den Hörfunk fünf Folgen der mehrteiligen Serie Düsse Petersens sowie 80 Folgen der Radio-Bremen-Hörspielreihe Kastendiek & Bischoff. Außerdem zeichnete Cyriacks mit Nissen für die plattdeutschen Drehbücher der NDR-Kultserie Neues aus Büttenwarder verantwortlich.

## Auszeichnungen
- 2003: Niederdeutscher Literaturpreis der Stadt Kappeln[2] (gemeinsam mit Peter Nissen)
- 2012: Quickborn-Preis der Niedersächsischen Sparkassenstiftung für besondere Leistungen auf dem Gebiet der niederdeutschen Sprache (gemeinsam mit Peter Nissen)[7]
- 2014: Fritz-Reuter-Preis der Carl-Toepfer-Stiftung für die Förderung der niederdeutschen Sprache (gemeinsam mit Peter Nissen)[8]
- 2018: Heinrich-Schmidt-Barrien-Preis (gemeinsam mit Peter Nissen)[9]

## Übersetzungen  (Auswahl)
(* gemeinsam mit Peter Nissen, ** mit Peter Nissen und Reinhard Goltz)
Theaterstücke
- Josef und Maria von Peter Turrini
- Kattenspöök von Bernard Fathmann (Neufassung) *
- Manda Voss ward 106 von Jean Sarment * (Originaltitel: Mama Mouret)
- Fohrmann Henschel von Gerhart Hauptmann (Bearbeitung einer plattdeutschen Fassung)
- Hartklabastern von Karl Wittlinger * (Originaltitel: Der Schrittmacher)
- Pension Sünnschien von Karl Wittlinger * (Originaltitel: Gesegnete Mahlzeit)
- Vun baben daal von Laurence Jyl * (Originaltitel: Les voisins du dessus)
- Tweemal retour von Ludwig Thoma * (Originaltitel: Die Lokalbahn)
- De Schimmelrieder von Theodor Storm *
- Een Held in'n Dörpskroog von John Millington Synge *
- Utmustert von Arthur Miller *
- Barfoot bet an'n Hals von Stephen Sinclair und Anthony McCarten (Originaltitel: Ladies Night)
- Elling von Axel Hellstenius nach dem Roman Blutsbrüder von Ingvar Ambjørnsen *

Hörspiele
- 2006: Ünner den Melkwoold von Dylan Thomas * (Originaltitel: Under Milk Wood)

Asterix-Alben
- De Törn för nix **
- Asterix un de Wikingers (Mundart Book 10, Asterix snackt platt 2) **
- Lütt Obelix op grote Fohrt **
- Över't wiede Water **
- Hammonia-City **
- De Spökenkieker (Mundart Book 71, Asterix snackt platt 5; 2015) **

Harry-Potter-Bände
- Harry Potter un de grulig Kamer (Verlag Michael Jung, 2002; Harry Potter und die Kammer des Schreckens) *
- Harry Potter un de Wunnersteen (2. Aufl.: Verlag Michael Jung, 2002; Harry Potter und der Stein der Weisen) *

Sonstiges
- Mit Käpten Donald op hoge See (Walt Disney Mundart Book 3, Donald snackt Platt; 2002; nach der deutschen Übersetzung von Erika Fuchs) **
- Romeo & Julia – Plattdeutsch (Belchen Verlag, 2001; nach William Shakespeare) *

## Synchronfassungen von Filmen
- Ritter Trenk op Platt *

## Eigene Werke
- Sprachführer Plattdüütsch, Quickborn-Verlag, 1997, ISBN 978-3-87651-204-4
- 2000 Wörter Plattdüütsch, Quickborn-Verlag, 1998, ISBN 978-3-87651-206-8
- Sprichwörter Plattdüütsch, Quickborn-Verlag, 1999, ISBN 978-3-87651-214-3

## Hörspiele (Auswahl)
- 2011: Düsse Petersens (2. Folge: Familienzuwachs) – Regie: Hans Helge Ott
- 2012: Düsse Petersens (8. Folge: Evakuiert) – Regie: Hans Helge Ott
- 2013: Düsse Petersens (9. Folge: Bieber-Alarm) – Regie: Hans Helge Ott
- 2014: Düsse Petersens (13. Folge: Salz des Lebens) – Regie: Hans Helge Ott